# 雪利号驱逐舰
雪利号驅逐艦(DD-103) 是美国海军在第一次世界大战时的一艘維克斯级驱逐舰（29號艦），后来在第二次世界大战时为APD-14舰，它是第一艘为向温菲尔德·斯科特·雪利致敬而命名的驅逐艦。
雪利号驅逐艦于1917年10月29日在加利福尼亚旧金山的联合钢铁厂进行龙骨铺设。于1918年3月28日下水。由埃莉诺·马丁小姐赞助。于1918年9月20日投入现役，舰长为罗伯特·C·吉芬。

## 服役历史

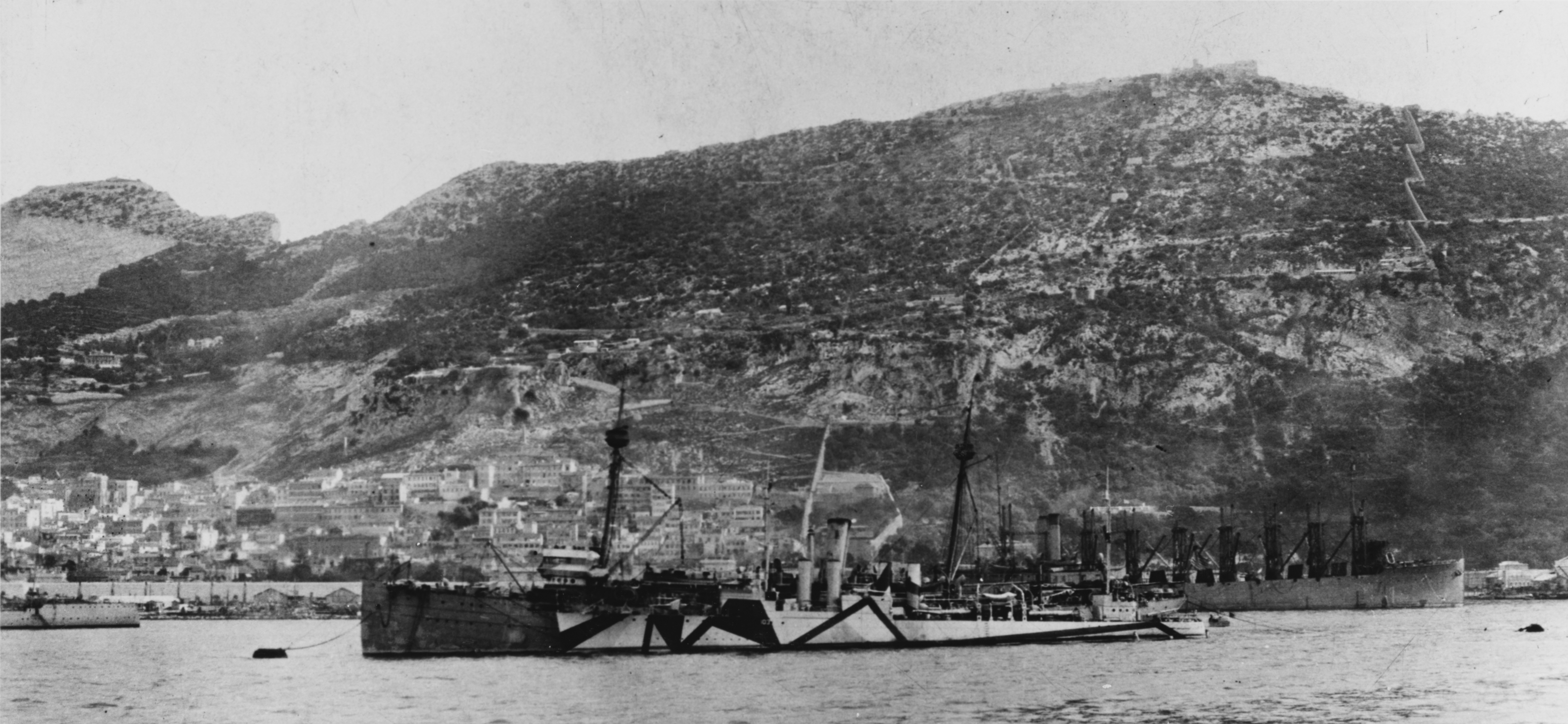
雪利号驱逐舰

### 一战
雪利号于1918年10月10日从加利福尼亚的圣地亚哥出发前往东海岸。 11月12日离开纽约前往地中海。1919年1月24日在意大利塔兰托，它搭载了Mark L. Bristol海军少将以及在土耳其的高级海军军官。并将少将送到君士坦丁堡。雪利号接下来的在亚得里亚海的任务是从2月17日至4月15日充当意大利普拉的留守船，在7月2日回美国之前，它还访问了意大利和南斯拉夫在亚德里亚海上的港口。雪利号于1919年9月8日回到圣地亚哥。一直到1922年6月1日除了去旧金山进行修理外，它就一直处于无任务状态。

### 二战
由于欧洲再次开战，而战争的乌云也笼罩在太平洋上空，雪利号于1940年10月3日在圣地亚哥再次编入现役。她于12月17日到达珍珠港，为了第二年在那里的巡逻和练习做准备。当日本飞机于1941年12月7日偷袭珍珠港时，雪利号正系泊在船舶掩体中进行大修。她的炮已经拆除，除了用轻武器攻击外，她只能做很小的反击。在此之后，她的大修进度被大大加快。12月20日她就加入到临近珍珠港的海峡以外区域的巡逻中。她离开火奴鲁鲁在那里作业将近一年。1942年12月13日她离开夏威夷水域，在普吉湾海军工厂换上快速运输系统。雪利号自1943年2月6日起被重新分级为APD-14。
2月22日雪利号又重新回到珍珠港并继续航行到新赫布里底斯群岛，并于3月24日到达圣埃斯皮里图。在南太平洋她作为巡逻及护航舰，集中地与海军陆战队以及其它部队进行了训练，同时也做为所罗门群岛、新赫布里底斯群岛、美属萨摩亚和新西兰 之间的交通工具。
6月30日雪利号在新乔治亚和2艘其它的快速运输舰以及一些小型船只，第一次参加了在战斗条件下的登陆。她在旺乌努岛的西南端的威克姆锚地放下登陆部队，7月5日在新乔治亚岛的赖斯锚地，她放下了第二群（群在美军军事术语中指由两个或两个以上营及其司令部组成的机动行政、战术单位）部队，在这次行动中，一个日本加强群较迟到达现场，日军在撤退中使用了长程鱼雷击沉了USS Strong DD-467，在另一次向赖斯锚地运送补给品和军火后，雪利号于8月1日离开圣埃斯皮里图，前往马雷岛进行大修。

#### 1944
雪利号于10月7日离开西海岸前往珍珠港。 但本年剩下的时间里，她都因维修引擎而呆在珍珠港内。1943年12月30日，她到达圣地亚哥参加了为占领马绍尔群岛而组成的特遣舰队的训练。舰队于1944年1月13日离开西海岸，于1月31日到达夸贾林环礁。雪利号在那里放下登陆部队后，转为执行反潜巡逻任务，到了2月7日，她又运回了原来的登陆部队。
一个星期后，她驶往埃尼威托克岛，她在那里的行动显示了小型快速运输工具的多种用途。她于2月17日到达，当天夜里，她将登陆部队放在前几天由美军占领的Bogon Island以预防从engebi过来的敌人的渗透。第二天早晨，她开始夺取在埃尼威托克岛主岛西边剩余的几个小岛。当天他的部队占领了5个岛屿，这有助于增加Engebi和Bogon的安全。
2月24日在将登陆部队过驳到另外的运输船上后，她驶往夸贾林环礁，从环礁护卫2艘运输舰前往她的新作战区域—新几内亚
雪利号于3月12日到达新几内亚，在接下来的几个月，她被安排做护航工作。4月22日，她参加了在爱塔佩（Aitape）的登陆行动。在海岸放下部队，并提供炮火支援。第二天在Tumleo Island，她从大的运输舰上把登陆部队过驳到岸上，她同时也再一次提供了炮火支援。在修好损坏的螺旋桨后，5月19日雪利号运送了一个连的部队到Niroemoar Island上建立了一个雷达站。第二天，她又将一条失事的美国汽油驳船的全体船员救援到Wakde Island，接着击沉了两艘日本驳船，并使敌人的海岸炮台哑火。这艘繁忙的驱逐舰在5月27日继续运送登陆部队到Biak，7月30运送部队到新几内亚的西端的Cape Sansapor。然后她继续航行到澳大利亚修船。
雪利号紧接着又参加了两次为占领菲律宾而进行的重要准备工作。她在9月9日运送部队在莫洛泰岛登陆，10月17日作为APD集团的一部，她占领了莱特湾口上的一座小岛。为三天后攻占莱特岛扫清了道路。
在一个月的护航行动后， 12月7日雪利号参加了在奥尔莫克湾登陆的特遣部队。特遣部队受到神风特攻队的激烈攻击。她的姐妹舰USS Ward DD-139号被击沉，雪利号逃过一劫。她随后参加了1944年12月15日在明都洛岛以及1945年1月9日在仁牙因的登陆战斗。在每次行动中，都逃过了神风特攻队的袭击，在明都洛战斗中，美军飞机击落的神风攻击机离雪利号不足一千码。在仁牙因战斗中，神风攻击机在最后一分钟转向攻击另一艘船，但是没撞到。雪利号继续在仁牙因巡逻直到18号离开。

#### 1945-1946
2月15日，她在马里韦莱斯港放下部队，以切断在马尼拉湾突袭中日军的撤退路线。2天以后，在敌人的炮火中，她在柯里基多岛放下了登陆部队，这是她在菲律宾的行动的高潮和结束。
雪利号 于19日离开马尼拉湾，同时离开菲律宾前往乌利西环礁，随后她在西太平洋执行护航任务，并且在关岛短暂地逗留，一次是4月26日-4月28日。5月29日雪利号到达圣地亚哥进行维修，并被重新指定为 DD-103舰，于7月5日生效，因为磨损过于严重，不在适应用作前线作战，“改用作后方护卫及训练舰 ”。在二战结束时，她仍在大修。在能够适航后，她于1945年9月17日在宾夕法尼亚州的费城编入后备役。雪利号于1945年11月9日退出现役，并于12月5日退出海军序列。1946年3月29日雪利号在费城海军工厂的拆除完毕。

## 奖励
雪利号因在第二次世界大战中中执行的任务而获得11枚荣誉星（battel stars）